# Religión de la Antigua Grecia (nociones)
La religión griega de la antigüedad es principalmente conocida a partir de tres tipos de fuentes, de orden literario, epigráfico y arqueológico. Reposa sobre un conjunto de ritos y prácticas de la antigüedad griega. No debe ser confundida con la mitología griega. Ésta describe los mitos propios del mundo griego, que no están forzosamente ligados al sentimiento religioso pero pueden tener esencia literaria, mientras que aquellos se interesan por los ritos y las prácticas de la antigüedad griega. Hace falta poner como punto de partida la constante siguiente: la religión no es un asunto de creencia privada. Es ante todo pública y concierne a la comunidad, de donde surgen sus importantes implicaciones con la vida política. De hecho, no se relega a ciertas esferas de la vida cotidiana pero puede concernir a todos sus aspectos. Los griegos no establecían verdaderamente diferencia entre el dominio religioso y el profano: cada momento de la vida puede estar acompasado por un rito más o menos formal, una oración, una práctica religiosa. Es también por esta razón que el arte griego es de naturaleza religiosa.

## Fe, piedad e impiedad
Mientras que los mitos griegos son célebres, su religión parece menos conocida. Una de las razones de esta paradoja es que es un problema que nunca ha sido elucidado: no es fácil, en ausencia de testimonios directos — la mayoría de las fuentes eran literarias — que se pronuncien sobre la naturaleza real de la fe y del sentimiento religioso del pueblo griego. En un sentido, es imposible afirmar simplemente que los griegos creían en sus mitos y otorgaban un crédito real a sus prácticas. Dos hechos son, sin embargo, asegurados por los textos: 
- su contenido era aceptado por los griegos de la época;
- la piedad (y no la fe) era real.

La religión griega no parece pues haber requerido una adhesión profunda en un dogma, que no existe además, sino el simple respeto a los ritos.
Los términos griegos a tener en cuenta son los siguientes: εὐ̓σέϐεια eusébeia piedad y ἀσέϐεια asébeia impiedad. Sin dogma, la noción de piedad es difícil de percibir. La impiedad, por el contrario, lo es menos. Se la entiende como una ausencia de respeto a la consideración de los ritos de una ciudad, considerada como un crimen merecedor de una denuncia ante los tribunales. Así, hay que suponer que los fieles de una nueva religión o de un dios nuevo en la ciudad que desean practicar su culto, deben pedir autorización, que será sometida a voto. Resultante de este voto, la integración, del dios o del culto se hará o no se hará. Es por esta razón que la acusación de «impiedad» de Sócrates (circa 469-399 a. C.) lo condujo a la pena capital, pronunciada por la ciudad de Atenas. Él fue juzgado impío, dando crédito a la acusación de Meleto, Ánito y Licón, la cual sostenía que Sócrates "buscaba introducir en la ciudad nuevas divinidades" y que descreía de las tradicionales (además de que "corrompía a los jóvenes"; cf. la Apología de Sócrates, de Platón).
Se puede, pues, definir la piedad griega como el respeto en su justa medida, el conocimiento de los límites a no franquear respecto de las leyes divinas; se trata ante todo de respetar las tradiciones de los ancestros y de otorgar a los dioses lo que se les debe (ofrendas, oraciones), pudiéndose  cumplir los ritos sin conocer el significado profundo.

## Lo sagrado
Lo sagrado en tanto que tal no existe en la religión griega. Tres nociones cercanas, sin embargo, son dadas a conocer, y no conviene confundir.

### ἱερός /hierós
Este término remite a las cosas que permiten la aplicación de las condiciones necesarias para la realización del rito. Se trata de formas casuales o circunstanciales, y no esenciales, de lo sagrado. Así, un lugar puede volverse sagrado al tiempo de una ceremonia (el lugar de un sacrificio), incluso un objeto de la vida cotidiana (el cuchillo para degollar a la víctima sacrificial) o incluso un hombre (el oficiante). En efecto, el sacerdote (o ἱερεύς / hiereús) no es un hombre fuera de la sociedad civil: el clero no hay que hablar de él como una casta social sino como una función administrativa de la sociedad griega. A menudo, el sacerdote, efectivamente, no es más que un funcionario sacado a suertes o elegido para un año, el sacerdocio aparece como un cargo del Estado, esencialmente efímero (el del sacerdote de Eleusis era el más célebre). Durante su mandato, el sacerdote no es investido de sus funciones más que durante los actos litúrgicos, y no fuera de estos momentos. No existe, además, clero griego jerarquizado y organizado como institución autónoma, el sacerdocio aparece como una función esencialmente pública. 
Este aspecto esencialmente ocasional del ἱερός / hierós ayuda a la comprensión del sustantivo plural τὰ ἱερά / ta hierá que puede remitir también según el contexto a los «actos del culto», a los «lugares de culto» o incluso a los «objetos del culto», o globalmente «a las cosas consagradas al culto».

### ἅγιος /hágios
Este término podría ser traducido por el adjetivo santo. Caracteriza lo que es definitivamente alejado de la vida cotidiana y del mundo común por su pureza. Se opone en eso a ἱερός hierós. Es notable que sea el término que se usa en griego moderno para designar a los santos cristianos. Un lugar puede ser definitivamente ἅγιος hágios, es entonces el τέμενος témenos, término derivado del verbo τέμνω, témnô, «cortar», y significando literalmente «cercenado». El téménos es, en efecto una zona, un lugar, un sitio de tamaño variable que se lo ha separado del dominio humano, volviendo así definitivamente a los dioses. A menudo, un lugar se vuelve téménos después de una teofanía, aparición o manifestación divina, pudiendo estar realizada por un fenómeno natural como el rayo, un prodigio cualquiera, o todo acontecimiento o fenómeno simple al cual se le atribuye rasgos virtuosos por pura interpretación. El espacio del téménos, porque no debe ser mancillado, es rigurosamente delimitado, a menudo groseramente con piedras o la colocación de mojones. No se puede entrar más que en un estado de pureza y con respeto a las prohibiciones, variables de un lugar a otro; un santuario aparece desde entonces sistemáticamente como téménos. Originalmente, el téménos (su primer sentido está en Homero) designaba también una porción de tierra reservada a los héroes o al monarca para asegurarles sus ingresos. Se trata, guardadas las distancias, de un feudo medieval.

### ὅσιος /hósios
Este último término connota la idea de permisión. Es ὅσιος / hósios lo que está prescrito o permitido por la ley divina. Un ser vuelto impuro a causa de una mancha, es excluido de los ritos y tiene prohibido entrar en un téménos, vuelve a ser hósios después de ser lavado de esta mancha. En plural y substantivada, la expresión τὰ ὅσια tà hósia («leer cosas hósios») designa «las leyes divinas», por oposición a τὰ δίκαια tà díkaia, «las leyes humanas».

## Lo puro y lo impuro
La pureza, en la religión griega, no es moral sino material. Su importancia es capital porque no se puede participar en los ritos y penetrar en un témenos, santuario o no, más que en estado de pureza. En este aspecto, el Islam está muy próximo de la religión griega. Puro se dice καθαρός katharós, que significa también limpio. Se comprende por qué, en algunos ritos, el lavado de manos está prescrito. Las nociones de pureza y de impureza dependen enteramente del contexto: tal objeto considerado puro puede ser impuro en otro contexto.
Es el caso de la sangre, que no es intrínsecamente ni pura ni impura, todo depende del rito considerado: la sangre de la víctima sacrificada es pura, la de un muerto caído en tierra, impura. Es por esta última razón que todo aquel que matara a alguien, sea mortal o no, debe ser «lavado» de su mancha tras el combate, incluso si era legal o en interés de la ciudad. De la misma manera, la muerte de un allegado (incluso no cruenta) es fuente de mancha, lo que impide asegurar el cargo de sacerdote, de participar en ciertas ceremonias y de penetrar en un témenos. 
Se encuentran restos de este informe ambiguo de la sangre en la mitología: 
- Orestes, después de haber vengado con sangre la muerte de su padre Agamenón (lo que se consideraba su deber), debe expiar su mancha siendo perseguido por las Erinias. Esto no acontece más que después de una absolución por parte de Atenea y tras una colecta impuesta por Apolo (consistente en traer de Táuride a Atenas una estatua de Artemisa Tauropola), siendo así lavada de la sangre de sus víctimas y encontrando el reposo de las Furias;
- la isla de Delos, entonces errante (como numerosas islas mitológicas), fue la única tierra en acoger a Leto, madre de Apolo y Artemisa, para que allí diera a luz. Hera, en efecto, una vez más engañada por su esposo, Zeus, padre de los gemelos de Leto, había prohibido a cualquier tierra aceptar a su «rival». Convertida en la cuna de los dos dioses, se otorgó a Delos la inmovilidad y la isla se volvió sagrada. Para hacerla exenta de toda mancha, se decretó que estaba prohibido nacer o morir allí; se fue hasta allí para exhumar los cadáveres enterrados en la isla con anterioridad a fin de garantizar la pureza (consultar para más detalles el artículo Apolo);
- Apolo mismo debió, tras haber matado al monstruo Pitón, purificarse de su muerte. Es por tanto, por este acto violento que el dios fundó una de las ciudades más piadosas del mundo griego.

Esta ambigüedad entre pureza e impureza puede entrañar una confusión entre los dos estados, lo que solo una paronimia fortuita puede explicar: mancha puede decirse ἄγος / ágos (aunque el término más frecuente sea míasma, ha pasado al español bajo la forma miasma), palabra que los antiguos han obtenido de ἅγιος hágios santo. La impureza probada puede, en algunos casos, volverse una forma de lo sagrado. Es el caso para Apolo, quien preside a la pureza pero también a algunas formas de manchas, como la peste. Incluso, la sangre de los cerdos, considerada impura sea cual sea el contexto, es sin embargo utilizada en los misterios (cultos esotéricos) de Eleusis.